# زبان‌های دور و گسترده

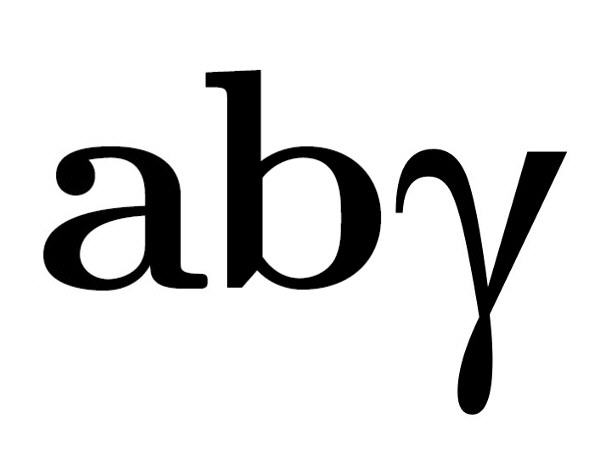
حروف الفبا

در زبان‌شناسی اجتماعی، زبان دور گونه یا دسته‌ای از گونه‌های یک زبان با فاصله زبانی قابل توجه از سایرین است، در حالی که زبان گسترده یک گونه معیار، احتمالاً با گونه‌های وابسته مرتبط، است. هاینتس کلوس این اصطلاحات را در سال ۱۹۵۲ برای نشان دادن دو مجموعه جداگانه و عمدتاً مستقل از معیارهای شناخت «زبان» معرفی کرد: 
- یکی بر اساس خصوصیات زبانی در مقایسه با گونه‌های مرتبط
- دیگری بر اساس کارکردهای سیاسی-اجتماعی

این چارچوب شرایطی را نشان می‌دهد که در آن‌ها چندین گونه از یک زنجیره گویشی معیار شده‌اند و به گونه‌ای درآمده‌اند که معمولاً زبان‌های متفاوتی در نظر گرفته می‌شوند حتی اگر برای یکدیگر قابل درک باشند. زبان‌های اسکاندیناوی قاره‌ای نمونه‌ای معمول از این وضعیت را ارائه می‌دهند. یکی از کاربردهای این چارچوب نظری، معیارسازی زبان است (همچون نمونه‌هایی از دهه ۱۹۶۰ از جمله باسکی و رومانش).

## فاصله میان زبان‌های گسترده
کلوس سه درجه جدایی بین زبان‌های گسترده را تشخیص داد. 
هنگامی که دو زبان معیار مبتنی بر گویش‌های یکسان یا تقریباً یکسان از یک زبان باشند، می‌توان آن‌ها را به عنوان گونه‌های یک زبان معیار چندکانونی در نظر گرفت. به عنوان مثال می‌توان به انگلیسی بریتانیایی و آمریکایی و پرتغالی اروپایی و برزیلی را نام برد.  زبان‌های هندی و اردو نیز گویش مشترکی دارند (دهلوی). همین مورد در مورد صربی، کرواتی، بوسنیایی و مونته‌نگرویی حاکم است، که آن‌ها نیز از یک گویش (اشتوکاوی) ریشه می‌گیرند، و در نتیجه چهار گونه معیار از زبان چند محوری صربی‌کرواتی را تشکیل می‌دهند.
زبان‌های معیاری که از گویش‌های مختلفی ایجاد شده‌اند، اما به دلیل کم بودن فاصله، زبان‌های جداگانه در نظر گرفته نمی‌شوند، زبان‌های گسترده هستند، همانند دانمارکی، سوئدی و نروژی. مفهوم گسترده به ویژه در مواردی که گونه‌های محلی یک زنجیره گویشی را تشکیل می‌دهند، بسیار مهم است. در چنین مواردی، این سؤال که یک زبان در کجا پایان می‌یابد و زبان دیگر از کجا آغاز می‌شود، معمولاً بیشتر به زبان گسترده مربوط است. در برخی موارد، زبان‌های گسترده در اصل برای ملت‌سازی از لهجه‌های یک زبان ایجاد شده‌اند. برای نمونه گونه‌های فارسی ایران، افغانستان و تاجیکی چنین وضعی دارند. نمونه‌های دیگری از گروه‌های بومی که در درون فاقد دوری هستند اما عوامل بیرونی باعث ایجاد زبان‌های گسترده مختلف شده‌اند عبارتند از: لوکزامبورگی در برابر آلمانی و مقدونی در برابر بلغاری زیرا آن‌ها پایه‌های گویشی مختلفی دارند.
سرانجام، زبان‌های گسترده ممکن است به قدری متفاوت باشند که زبان‌های دور را نیز تشکیل دهند. به عنوان مثال می‌توان به هلندی در برابر آلمانی، فارسی در برابر پشتو و تامیلی در برابر تلوگو اشاره کرد. 